# Колено Неффалимово
Коле́но Неффали́мово, Нафталимово, нафталиты (ивр. שֵׁבֶט נַפְתָּלִי‎), — одно из колен Израилевых. Согласно Библии, вело свою родословную от Неффалима, одного из сыновей Иакова.

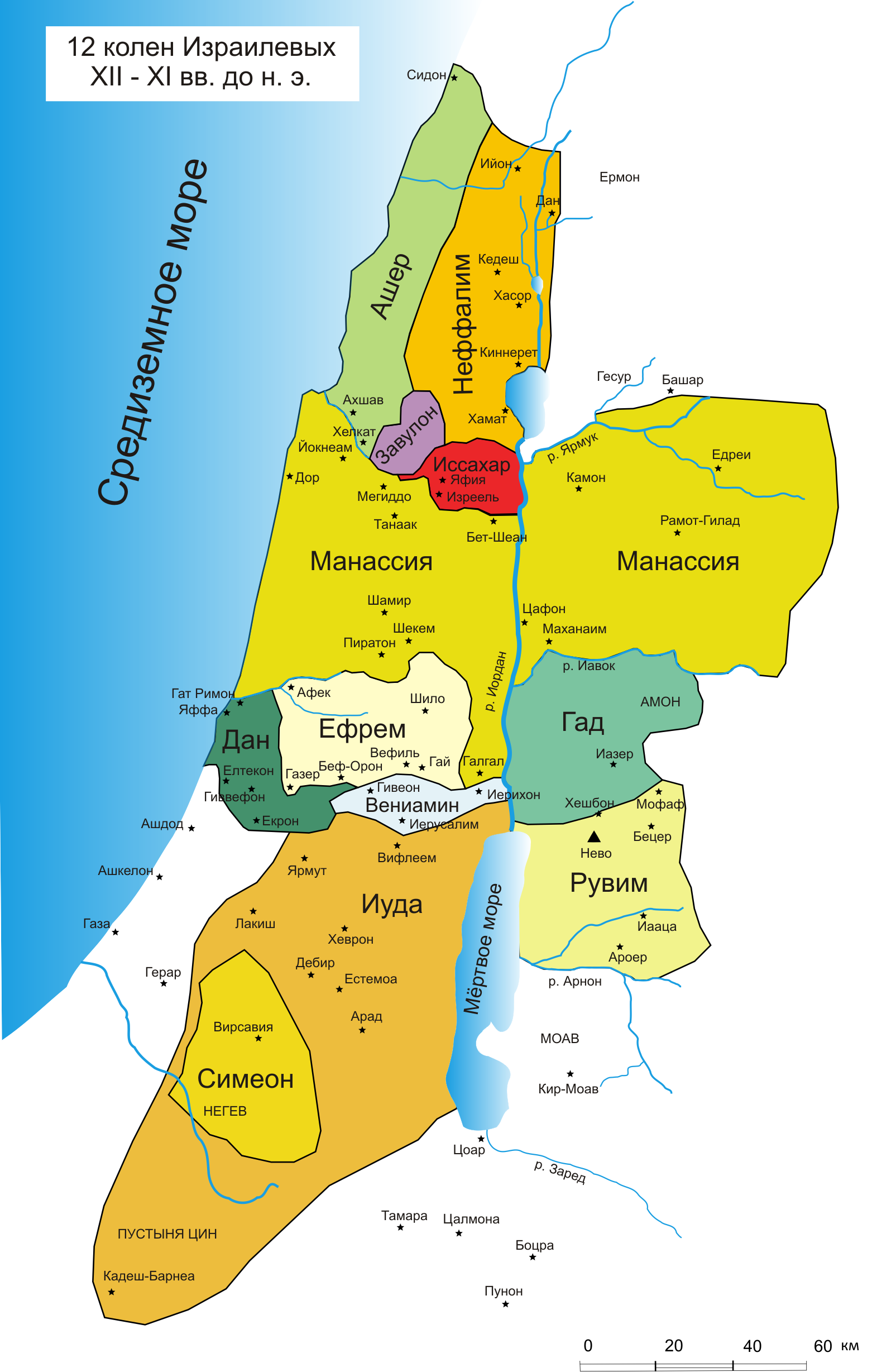
Колена Израилевы

При разделе Палестины заняло самую северную часть земли Ханаанской. Неффалимляне помогали и Гедеону в его войне с мадианитянами и амаликитянами (Суд. VI, 35). Из-за своего положения больше других колен подвергалась внешним атакам и влияниям и одно из первых было уведено ассирийцами в плен. Представитель этого колена Товит называется в Библии автором одной из её книг.
Флаг колена Нафтали был цвета белого вина, на нём была нарисована лань.

Символ колена Неффалимова

## Маргинальные теории
- Согласно некоторым маргинальным интерпретациям, эфталитские гунны и невры являются потомками колена[2]. Сторонники версии утверждают, что одного из сыновей Неффалима звали Гун[2]. Название «невры» якобы происходит от еврейского «Наар», что означает «юность». Норвежцев называли «юными» их собственные правители и соседи. От названия невров, согласно этой версии, происходит название Норвегия. Шведский историк XVIII века Улоф фон Далин также связывал происхождение северных народов с потерянными коленами Израиля и неврами[3][4].
- Элдад га-Дани утверждал, что нафталитяне живут в Африке, с тремя коленами составляя особое царство[5].